# مکدونسکی تلکام
مکدونسکی تلکام (مقدونی: Македонски Телеком АД) شرکت مخابرات در مقدونیه شمالی است، که در سال ۱۹۹۷ تأسیس شد.